# London Critics Circle Film Award all'attrice non protagonista dell'anno

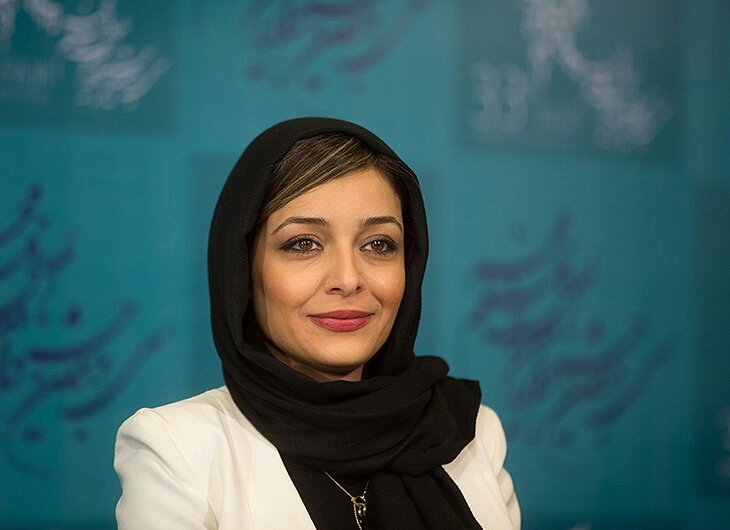
Sareh Bayat è stata la prima attrice a conquistare il premio

Il London Critics Circle Film Award all'attrice non protagonista dell'anno (London Film Critics' Circle Award for Supporting Actress of the Year) è un premio cinematografico assegnato dal 2011 nell'ambito dei London Critics Circle Film Awards.

## Albo d'oro

### Anni 2010
- 2011: Sareh Bayat - Una separazione (Jodāyi-e Nāder az Simin)
- 2012: Anne Hathaway - Les Misérables
- 2013: Lupita Nyong'o - 12 anni schiavo (12 Years a Slave)
- 2014: Patricia Arquette - Boyhood
- 2015: Kate Winslet - Steve Jobs
- 2016: Naomie Harris - Moonlight
- 2017: Lesley Manville - Il filo nascosto (Phantom Thread)
- 2018: Rachel Weisz - La favorita (The Favourite)
- 2019: Laura Dern - Storia di un matrimonio (Marriage Story)

### Anni 2020
- 2020: Maria Bakalova - Borat - Seguito di film cinema (orat Subsequent Moviefilm: Delivery of Prodigious Bribe to American Regime for Make Benefit Once Glorious Nation of Kazakhstan)
- 2021: Ruth Negga - Due donne - Passing (Passing)
- 2022: Kerry Condon - Gli spiriti dell'isola (The Banshees of Inisherin)
- 2023: Da'Vine Joy Randolph - The Holdovers - Lezioni di vita (The Holdovers)
- 2024: Zoe Saldana - Emilia Pérez